# Terry Antonis
Eleftherios "Terry" Antonis (görögül: Eλευθέριος Αντώνης; magyar átírásban Elefthériosz Andónisz; Sydney, 1993. november 26. –) görög származású ausztrál labdarúgó középpályás.

## Pályafutása
Pályafutása során olyan klubokban játszott, mint a Sydney, a Melbourne Victory, a Western Sydney Wanderers, a Melbourne City, a PAÓK és a Szuvon Samsung Bluewings.
2012 és 2015 között háromszor szerepelt az ausztrál válogatottban.

## Sikerei, díjai

### Klubcsapatokkal
Melbourne Victory
- A-liga bajnokság : 2017–18

Szuvon Samsung Bluewings
- Koreai kupa: 2019

### A válogatottal
Ausztrália
- Ázsia-kupa: 2015